# Ayer Itam
Ayer Itam – miasto w Malezji, w stanie Penang. Według danych szacunkowych na 2007 r. liczy 122 437 mieszkańców. Ośrodek przemysłowy.